# 2017 DN170
2017 DN170 est un objet transneptunien en résonance 2:5 avec Neptune, son diamètre est estimé à 233 km.